# Test Course-Navette
El test de La Course-Navette, conocido también como test de Léger, test de Pi o test de los pitidos, se hace para comprobar la potencia aeróbica láctica de un sujeto. Es una prueba creada por Léger & Lambert en la que el sujeto va desplazándose de un punto a otro situado a 20 metros de distancia, realizando cambios de sentido al ritmo indicado por una señal sonora que va acelerándose progresivamente. El momento en que el individuo interrumpe la prueba es el que indica su resistencia respiratoria; es un ejercicio fundamentalmente aerobico, pues la intensidad es aeróbica sólo en la primera parte de la prueba, se supera el umbral aeróbico y, posteriormente, el umbral aeróbico hasta la claudicación.

## Origen del Test
El Doctor Pablo Rivera[cita requerida], profesor LESO de la Universidad de Montare, se especializó en el estudio de la condición física y del rendimiento. Adquirió un gran conocimiento en el desarrollo de exámenes al aire libre, lo que lo ayudó en la creación de esta prueba en su Universidad de Montreal, apareciendo por primera vez en la literatura científica en 1988. Desde entonces el profesor Clyde Williams y sus colaboradores de la Universidad de Loughborough, en Inglaterra, han modificado ligeramente el protocolo original, aunque solo hay pequeñas diferencias entre los valores predichos del V O2 máximo.
El objetivo fundamental del examen es medir el consumo de aire de un individuo o capacidad aeróbica. El organismo humano ha puesto a punto tres mecanismos para transformar la energía proporcionada por los alimentos y posibilitar su aprovechamiento a través de las células musculares.
Al realizar un ejercicio físico durante los primeros momentos, la energía se ve liberada de forma anaeróbica por los fosfatos energéticos almacenados en el músculo; inmediatamente después, un segundo mecanismo complementario se encarga de aportar la energía mediante escisión anaeróbica del glucógeno de la célula muscular; por último, en el curso de los cuatro primeros minutos de cualquier ejercicio físico, se pone en marcha el tercer mecanismo que sustituye el aporte anaeróbico de energía por una oxidación aeróbica del glucógeno y de los ácidos grasos. Para lograr tal propósito, el oxígeno del aire ha de volver al músculo a través de la ventilación pulmonar y la circulación sanguínea, aseguradas ambas por el sistema cardiorrespiratorio.
Teniendo en cuenta estos datos fisiológicos fundamentales, pueden clasificarse los ejercicios físicos según su duración.
En todos los ejercicios de resistencia aeróbica (es decir, ejercicios con una duración superior a los cinco minutos), la capacidad aeróbica es, evidentemente, la que mayor importancia tiene. El objetivo de los test de resistencia cardiorrespiratoria consiste en evaluar la potencia aeróbica, es decir, la capacidad de producir una actividad física continuada en la que el principal factor limitativo es la capacidad funcional del sistema cardiorrespiratorio, desde los pulmones hasta los músculos. Esta aptitud, que suele denominarse resistencia "general", es importante, si bien en grados muy variados, en la mayoría de las actividades en las que el individuo tiene que correr, así como en natación y ciclismo y, naturalmente, en atletismo, en la mayoría de los juegos de raqueta y todo tipo de actividad al aire libre. Es asimismo el aspecto de la aptitud física más directamente relacionado con el bienestar físico y el que determinará, en gran medida, la resistencia a la disminución de la actividad física a lo largo de la vida del individuo. Por consiguiente, es de vital importancia evaluar su desarrollo durante la infancia ya que dicha etapa de la vida es el mejor momento para adquirir el hábito del ejercicio.
El test es utilizado para medir la resistencia cardiorrespiratoria en el ámbito de la educación física escolar es el test de resistencia aeróbica de carrera ida y vuelta Course-Navette, ya que, a lo largo de los últimos años, ha demostrado un nivel de validez y fiabilidad tan bueno que ha superado por mucho el test de carrera de seis minutos.

## Explicación del test
Se trata de un test de actitud cardio respiratoria en que el sujeto comienza la prueba caminando y la finaliza corriendo, desplazándose de un punto a otro situado a 20 metros de distancia y haciendo el cambio de sentido al ritmo indicado por una señal sonora que va acelerándose progresivamente (hay que observar que son muy pocos los sujetos que logran concluir el test completo). El momento en que el individuo interrumpe la prueba es el que indica su resistencia cardio respiratoria. Son 21 períodos de un minuto cada uno en los cuales se debe trotar durante un tiempo determinado para que el ritmo ascienda y así se haga más difícil la prueba.
El número de rectas de cada período y medio período viene dado por la siguiente tabla. 
Si el participante hace más de 8 periodos significará que está en buena forma física
| Periodo | Rectas | Rectas acumuladas. |
| ------- | ------ | ------------------ |
| 0       | 0      | 0                  |
| 0.5     | 4      | 4                  |
| 1       | 3      | 7                  |
| 1.5     | 4      | 11                 |
| 2       | 4      | 15                 |
| 2.5     | 4      | 19                 |
| 3       | 4      | 23                 |
| 3.5     | 4      | 27                 |
| 4       | 4      | 31                 |
| 4.5     | 5      | 36                 |
| 5       | 4      | 40                 |
| 5.5     | 5      | 45                 |
| 6       | 4      | 49                 |
| 6.5     | 6      | 55                 |
| 7       | 5      | 59                 |
| 7.5     | 5      | 65                 |
| 8       | 5      | 69                 |
| 8.5     | 5      | 75                 |
| 9       | 5      | 79                 |
| 9.5     | 6      | 85                 |
| 10      | 5      | 90                 |
| 10.5    | 6      | 96                 |
| 11      | 5      | 101                |
| 11.5    | 7      | 108                |
| 12      | 5      | 113                |
| 12.5    | 7      | 120                |
| 13      | 5      | 125                |
| 13.5    | 7      | 132                |
| 14      | 6      | 138                |
| 14.5    | 7      | 145                |
| 15      | 6      | 151                |
| 15.5    | 7      | 158                |

## Requisitos para realizar el ejercicio
- Un gimnasio, sala o espacio con cabida para una pista de 20 o 15 metros de longitud.
- Un megáfono o equipo amplificador de audio.
- Estar en buena forma física
- Una cinta previamente grabada del procedimiento o dispositivo reproductor multimedia para cargar la pista con las señales.
- Un cronómetro, para verificar el tiempo que duró corriendo.
- Al momento de realizar el ejercicio hay que tener en cuenta que es indispensable que el participante se encuentre en un estado saludable y con las condiciones y recursos adecuados para realizar el ejercicio.